# Беляев, Георгий Михайлович
Гео́ргий Миха́йлович Беля́ев (1913 — 1994 или 1995) — советский зоолог-океанолог, специалист по иглокожим, специалист по донной фауне наибольших глубин океана, доктор биологических наук (1972), главный научный сотрудник Института океанологии им. П. П. Ширшова РАН.
Сын генерала Михаила Николаевича Беляева, участника русско-японской войны; двоюродный племянник участника белогвардейского движения и исследователя мезоамериканской культуры Ивана Тимофеевич Беляева, участника Первой мировой войны и учёного-металлурга Николая Тимофеевича Беляева, последнего военного министра Российской империи Михаила Алексеевича Беляева.
Совместно с коллегами из Института океанологии РАН Г. М. Беляев разработал принятую в советской науке систему вертикальной биологической зональности океана. Совместно с Н. Г. Виноградовой разработал схему зоогеографического районирования абиссали и ультраабиссали Мирового океана. Датировал возникновение эндемичной донной фауны ультраабиссали глубоководных желобов временем кайнозоя. Автор полных каталогов фауны максимальных (ультраабиссальных) глубин и океанических желобов.

## Основные работы
- Беляев Г. М. Донная фауна наибольших глубин (ультраабиссали) Мирового океана. М. : Наука, 1966. 247 с.
- Беляев Г. М. О возрасте глубоководной фауны океана и ультраабиссальной фауны желобов // Бюл. МОИП. Отд. биол. 1974. Т. 79, вып. 5. С. 94-112.
- Беляев Г. М. Пелагическая и придонная фауна наибольших океанических глубин // Тр. Ин-та океанологии АН СССР. 1976. Т. 99. С. 178—196.
- Беляев Г. М. Ультраабиссальная (хадальная) фауна // Биология океана. М. : Наука, 1977. Т. 1 : Биологическая структура океана / Под ред. М. Е. Виноградова. С. 198—205.
- Беляев Г. М. Пути формирования глубоководной фауны // Биология океана. М. : Наука, 1977. Т. 1 : Биологическая структура океана / под ред. М. Е. Виноградова. С. 205—218.
- Беляев Г. М. Глубоководные океанические желоба и их фауна. М. : Наука, 1989. 256 с.
- Belyaev G. M. Hadal bottom fauna of the World Ocean. Ierusalem : Publ. for Smithsonian Ins. by Israel Progr. Sci. Transl., 1972. 199 p.
- Беляев Г. М., Бирштейн Я. А., Богоров В. Г., Виноградова Н. Г., Виноградов М. Е., Зенкевич Л. А. О схеме вертикальной биологической зональности океана // Докл. АН СССР. 1959. Т. 129, № 3. С. 658—661.
- Беляев Г. М., Виноградова Н. Г. Исследование донной фауны Яванской глубоководной впадины // Океанология. 1961. Т. 1, вып. 1. С. 125—132.
- Беляев Г. М., Миронов А. Н. Донная фауна глубоководных желобов западной части Тихого океана // Тр. Ин-та океанологии АН СССР. 1977. Т. 108. С. 7-24.
- Беляев Г. М., Соколова М. Н. Исследование донной фауны Марианской глубоководной впадины // Тр. Ин-та океанологии АН СССР. 1960. Т. 41. С. 123—127.